# Сарибіє
Сарибіє́ (каз. Сарыбие) — село у складі Уїльського району Актюбінської області Казахстану. Адміністративний центр Сарибійського сільського округу.
У радянські часи село називалось Сарбіє або Жекенди.
Населення — 983 особи (2021; 1431 у 2009, 1539 у 1999, 1598 у 1989).